# マリンハンター
『マリンハンター』は、大塚志郎による日本の漫画作品。2007年36・37合併号から2008年26号まで『週刊少年サンデー』（小学館）にて連載された。単行本は全5巻。もとは同年の10号から13号まで掲載されていた短期連載だったが、好評につき少し間を開けた後、連載化した。
本作の連載終了は打ち切りであることが作者の口から明言されている。曰く、読み切り当時にお色気描写が話題になったため、「サンデー至上最もセクシーな漫画」を目指して描いていたところ、かえって読者に引かれてしまった、とのこと。
後年、大塚は本作の後日譚にあたる「アナザーマリン」を同人誌で発表している。

## あらすじ
21世紀末、世界が海に沈んだ。それにより陸地のない海洋新世界の時代を迎えることになる。サメのフィッシュハーフであるシャークとその仲間は、世界を統治する帝国海軍本部を目指して旅していた。

## 登場人物

### 主要人物
シャーク
主人公。16歳のホオジロザメのフィッシュハーフ。
元々は少数民族の若長だったが、ブルー・ホエールに妹を目の前で殺害されたことをきっかけにFHとして覚醒、サメの力を得てしまったために強力な拘束具・ツリバリを付けられる。その後脱走し、特A級賞金首となる。ツリバリの糸の先にあるサオを破壊し、ツリバリを外すために糸の先を目指して旅をしている。
性格はクールで皮肉屋。女性の裸に興味は無いらしい。鮫ゆえの怪力と、鮫の鱗「楯鱗」による高い防御力を持つ。多量の血の匂いを嗅ぐと理性が飛び、辺りの人間を区別なく殺してしまう。特に自分の血の匂いを嗅ぐと即暴走状態となる。食料の調達は主に彼がしているが、グッピー達からはとても不味いと不評。
短期集中連載ではやや設定が異なり、食料島を護衛させられたことがあると言っていたことから、帝国海軍に所属していた時期もあった模様。後にツリバリの正体は実の妹であるマコであることを知り、妹をこの状態にした張本人であるブルー・ホエールに立ち向かう。
グッピー＝リック・テイル
外見上は人間の少女（ただし、スペック博士の調査により、実はホエール少将と同じシロナガスクジラのセタシアンである可能性が判明）。14歳。
「15歳の誕生日に引き取る」という契約で帝国海軍から通称、「テトラアイランド」という人工島に預けられ、義姉であるネオンと住んでいたが、彼女から自分の出自を聞かされその直後に自力で逃亡する。その後シャークと出会いふざけてツリバリに触れてしまった事から、彼のツリバリの主になる。ツリバリの糸を引っ張るとシャークが吹っ飛ぶ事から、本人は主に彼が増長したときの御仕置き的な意味合いで使っている。しかし、あまりにも理不尽に見えるときでも使うことがある。
血を見て理性を失ったシャークが人を殺している様を間近で見てしまったため、それ以降シャークが理性を失う事を恐れており、シャークの暴走を止める役目もある。性格は能天気でわがまま。シャークにはよく馬鹿扱いされているが、実はシャークを好いている。
同作者の漫画作品『阿鬼羅』に登場する「燐」という名前の人魚のモデルでもある。
シジミ
ヤドカリのFH。外見が中性的でわかりにくいが女の子。語尾は「～カイ」。
幼少の頃、海を漂っている所を食料島に住むジジィに拾われた。ジジィの死後一人で畑を耕していたが、ある日帝国海軍の中佐、トノに島を破壊されてしまう。それ以後、ジジィの夢を叶えるため、シャーク達と共に本物の大地があるという帝国海軍本部を目指す。シャークに対してはかなり生意気で毒舌だが、心の奥では彼の事を認めているフシもある。
シジミという名前は育ての親であるジジィがつけたもの。シジミは貝でありヤドカリではないので単純にジジィの勘違いなのだが、その事を馬鹿にされると怒り、金的に向かって「金魚のクソくらえっ!!」と言いながら回転して体当たりすることもある。なお、この回転アタックはシャーク以外にも技として使用する。貝殻はシャークの皮膚よりも固く、巨大鉄球をも一撃で砕くシャークの拳を痛めるほどの硬度を持つ。その頑丈さでシャークの武器として活躍する。
同作者の漫画作品『阿鬼羅』にも「貝の妖怪」という設定で登場している。

### 帝国海軍
皇帝
正式名称およびセタシアンであるかは不明。その名の通り、帝国海軍皇帝でブルー・ホエールの父にあたる。なぜグッピーがシロナガスクジラのFHの遺伝子を持っているかについて深い関係があるらしい。
ブルー・ホエール
シロナガスクジラのセタシアン。帝国海軍の英雄とされる。現在の階級は少将。大佐時代にデボン島民を皆殺しにした上、FHとして覚醒したシャークにツリバリをつけさせた張本人。さらには、瀕死状態になっていたシャークの妹マコをシャークの「サオ」にし、特殊生態維持装置に入れさせた。
普段は見上げるほどの大男だが、戦闘時には体を小さく（せいぜい170cmほどに）してスピードを上昇させることが可能。
世界最大のクジラのセタシアンだけあり、他の追随を許さない圧倒的なエア吸収能力を持つ。格闘技術にも優れており、両掌底を同時に打ち込む「キング・ホエール・ダブルブロウ」、目にもとまらぬ早業で相手にブロウの連打を叩きこむ「キング・ホエール・ガトリングブロウ」、そして究極のブロウ「ゴッド・ホエール・インパクトブロウ」を使用する。
オルカ
シャチのセタシアン。帝国海軍の凄腕剣士。まだ少年だが階級は大尉。両足と背中に刀を計4本、両腰に西洋剣を1本ずつ、計6本の剣を携えている。戦闘時には両足首に刀を巻きつけ、ブレイクダンスのように激しく動き回り相手を切り刻む。過去にサメのFHハンマーヘッドと因縁があり、暴走したサメを殺すことに固執していた。独断でシャークを追うが敗北、彼を見逃した。ブルー・ホエールに憧れている。元セブントリトン筆頭戦士だった。
後にセブントリトン戦にてシャークたちの助っ人として登場し、共に戦う。
セブントリトン
帝国海軍の精鋭部隊。7人のうち4人が女性だが、決して「そういう趣向」ではなく対サメ戦に備えた帝国海軍の中から選抜された実力者達。ハンマーヘッドの練習台としてシャークを襲う。その中でユニコ・マイ・ベルーガの3人は「スリー・レディース・セタシアン」という独自のユニットを結成している。
バレンヌ
まだ若いがセブントリトンのリーダーで、唯一の人間。クラウディの「サオ」。
クラウディ
トラザメのFH（初登場時ネコザメの一種と書かれていたが誤り）。白目が黒いのが特徴的な黒ビキニの女。バレンヌと拘束具「首輪」で繋がれている。本人曰く「バカにされるのが嫌い」らしいが、シジミには「賢くなさそう」と言われていた。女性であるにもかかわらず「ここで黙っていたら男がすたる」と発言していたため他のメンバーにもバカ呼ばわりされていた。語尾に「～ニャ」と付ける。
ユニコ
イッカクのセタシアン。スリー・レディース・セタシアンの一員。長いウェーブヘアと額に生えた一本角が特徴的な大人の女性。実力はあるが、参上する際のポーズに拘っているなど、どこかおちゃらけた傾向がある。マネキを一度は叩きのめすものの、弱点を乗り越えた彼により倒された。
マイ
マイルカのセタシアン。スリー・レディース・セタシアンの一員。ツインテールで、体育会系なノリ。顔にはオルカに似た模様が刻まれている。他の2人同様おちゃらけた傾向がある。マネキを一度は叩きのめすものの、弱点を乗り越えた彼により倒された。
ベルーガ
シロイルカのセタシアン。寡黙で、白い長髪をひっつめ髪にしている。カナリィ・ボイスを使ってイルカたちを操ることができるが、しゃもじが必要不可欠という欠点もある。スリー・レディース・セタシアンのリーダー（強引に。本人曰く「初期から部隊にいるから」）。マネキを叩きのめした際には「安らかな眠りを」とレクイエムを歌っていた。だが弱点を乗り越えた彼によりしゃもじごと斬られ、倒された。
ヨイチ
バンドウイルカのセタシアンで、侍風な男性。長髪を後頭部で結び、バンダナをはめている。弓の名手。帝国海軍随一のスナイパーで、通称「鉄貫のヨイチ」。　
イルカの能力を使って水抵抗0で矢を打つ「鉄貫水気弓術」を使用するが、オルカの反撃を食らい倒された。
バショウ
カジキマグロのFH。人間離れした風貌をしている。時速150kmという強力な突進力を持つが、水中からヨイチと同時攻撃を仕掛けた際にシャークにカウンターパンチを返され一発KOされた。
ハリー
ハリセンボンのFH。階級は少佐。自称・帝国一の策略家。非常に慎重な性格。嘘をつくのを嫌う。
スペック博士
海洋生物学者。眼鏡の女性。3年前、ブルー・ホエールの命令でシャークにツリバリをつけた。元帝国海軍特殊戦闘部隊所属。
検問所所長
帝国海軍公認海上検問所の所長。臆病な性格で、特A級賞金首のシャークが近海にいるとわかっても手を出そうとしなかった。部下からはあまり慕われていないらしく、陰では「ヒゲブタ」と呼ばれている。
マヒマヒ
回遊魚・シイラのFH。「死人喰らい」の異名を持つ暴れん坊。筋骨隆々の大男だが、女性にも容赦なく手を上げる非常に粗暴な人物。度重なる上官殺しの疑惑があり、それが原因で検問所に飛ばされた。
ふだんは仕事をサボっているが、シャークを倒せば海軍幹部になれると考えシャークを狙う。しかし、返り討ちに遭い、それ以来物陰から出てこなくなってしまう。後にオルカが検問所を訪れた際、シャークの名を聞いたため暴走してしまいオルカを襲ったがまたもや返り討ちに会い、検問所から吹っ飛ばされてしまった。
その後キューブの下でシャーク討伐を狙うも、横入りしたオルカにブロウを食らい海に突き落とされた。
アゴシリー
コブダイのFH。帝国海軍少佐。巨大外輪軍艦・クロフネの主。得意技は頭突きで、本人曰く「岩石をも砕くコブ」らしい。
ツリバリの秘密を知っており、シャークのツリバリに触れて拘束し奴隷にしようとしていたがグッピーが先にツリバリに触れていたため失敗。力ずくでシャークを捕らえようとするが、逆に自分の血を見て理性を失った彼に殴殺されてしまう。
トノ
マラプテルルス（デンキナマズ）のFH。帝国海軍中佐。電気を使った攻撃が得意。大食漢でデブ。オカマ言葉で話す。シジミの食料島に上陸した際、彼女が食料の供給を拒んだ事に腹を立て、食料島を破壊した。最後はシャークに殴り飛ばされ、海に一人取り残された。

### 海賊
モンガラー
カワハギのFH。パイレー島の盗賊の頭で、フィギュア制作と拷問で相手をいたぶるのが趣味。基本的に軽薄なノリで会話し、一人称は「オレちゃん」。
縄張り意識が強く、気に入らない者は自分の部下でも拷問にかける残忍な性格。特に女性の拷問を好む。ツリバリについて調べて欲しいと言うハリーの依頼によりグッピーをさらい拷問にかけるが、本人の実力はさしたるものではなく、助けにきたシャークにより瞬殺されてしまった。
タコスネイク
海賊団。グッピーの住んでいた人工島を襲い、彼女を連れさらった。シャークにケンカを売ったために返り討ちにあい、気絶している所をアゴシリーの部下に見つかり処刑される。
チーム・イカロス
小規模な海賊団。メンバー全員がイカのFHだと言われていたが、実はイカ風の服装をしたただの人間であった。
ゲソアンカ
イカロスのボス。部下にイカ風の服装を強制させた。本人はその格好を気に入っているらしい。グッピーとシャークに叩きのめされた後にキューブ一派に加勢するが、さして出番もなくシャークにぶちのめされ退場となった。

### デボン島
かつてシャークが住んでいた島。シャークを除く島民は3年前にブルー・ホエールとその部下に皆殺しにされる。
ナノカ
シャークの幼なじみ。故人。3年前、帝国海軍によるモルモット探しの犠牲になる。グッピーに似た雰囲気を持つ。シャークに恋心を抱いていた。
マコ
シャークの妹。シジミに似た雰囲気を持つ。3年前、ブルー・ホエールにより、シャークの目の前で殺され、それがシャークがFHとして覚醒するきっかけとなった。だが実際は瀕死の状態で生きており、その後帝国海軍本部でシャークの「サオ」にさせられ、特殊な生命維持装置に入れられてしまった。その後ホエールによって生命維持装置を破壊されたことで死亡したかに思われたが、生命活動の危機とシャークへの強い想いからFHに覚醒、一命を取り留めた。ホエール撃退後は療養のため蛮人老にあずけられた。
オーセ
デボン島の長老。海軍がデボン島に来る以前から何者かが近海の島を次々襲っている事に気付いていた。

### その他
蛮人老（ばじんろう）
ウミガメのFHで、関西弁で喋る。シャークの師匠であり、あらゆる海戦戦法の達人。シャークに拘束具「ツリバリ」について教えた人でもある。巨大ウミガメの上に建てた門天堂という城に住んでいる。また、ヘビースモーカー（喫煙者）でありいつもタバコを口にくわえている。火傷の治療もかなり上手いようである。
マネキ
シオマネキのFH。蛮人老の弟子。シジミと同じような体格で、一見性別は分かり辛いが男。語尾は「～カニ」。左手は巨大な鋏になっており、剣術をモチーフにした独特の武術で敵を斬り倒す。
女性とはまともに話ができないほど苦手（セブントリトン戦で乗り越える事が出来た）。だがグッピーの火傷を治療した際彼女に恋心を抱き、「想いを成就させるまで帰ってくるな」と蛮人老に言われ門天堂から追い出されてしまう。その後、偶然シャーク一行と再会しグッピー救出のためセブントリトン戦に参加する。その戦闘によりマネキはMに目覚めた。
同作者の漫画作品『阿鬼羅』にも「カニの妖怪」という設定で登場している。
バァバ
小さな人工島の責任者。島の子供たちの面倒を見ている。海賊団「チーム・イカロス」の略奪行為に頭を悩ませていた。
ネオン＝リック・テイル
グッピーの義姉。帝国海軍からグッピーを預かった。
マキシマム・ボーン
タツノオトシゴのFH。巻きついたら離さないシッポと骨板といわれる硬い皮膚が特徴。「ジャスティス」という集団を作り、海洋新世界に真の平和をもたらそうとしている善人だが、顔で損をしている。また、気合は十分だが実力は低く、たびたびシャークに戦いを挑んでは返り討ちに遭っている。後にマネキに強引に弟子入りする（マネキ自身は弟子とは認めていない）。
キューブ
ハコフグのFH。本人曰く「お前（シャーク）のパンチに30発は耐える」程頑丈な皮膚から、自在に毒を分泌させることが出来る。大量の銃器を与えた賞金稼ぎ達を集めてシャークを捕らえようとしたが、彼らもろともあっけなく倒される。
ハンマーヘッド
海洋新世界七大事件の1つ「魔槌の大虐殺」の首謀者とされるシュモクザメのFH。オルカの家族を殺した張本人。ツリバリを付けられずに野放しになっている3人のサメのFHの1人。
オルカの母親
名前は不明。刀を携えている。最後までオルカをハンマーヘッドから守っていたが、手足を千切られ殺された。

## 用語
ツリバリ
帝国海軍が開発した強力な拘束具。装着された者は帝国海軍本部の「サオ」と見えない糸で繋がり、帝国近海から出られなくなる。また、最初にツリバリに触れた者とも見えない糸で繋がり、死ぬまで服従を強いられる。
最初にツリバリに触れた者に危害を加えようとしたり、無理に外そうとすると高圧電流が流れる。主従間の糸は手繰り寄せることもできる。なお、FHがツリバリの主になることはできない。
フィッシュハーフ（FH）
海洋生物の力を手に入れた人間を指す。生まれながらの能力者と、秘薬「オーシャンドラッグ」により後天的に力を手に入れた者がいる。強力な力を持つ者はほとんどが秘薬によるもの。シャーク曰く、FHは自分からFHであることをひけらかすことはないらしい。
セタシアン
鯨類種のFHを指す。全身の毛穴から空気を放出することができ、それを一転に集中することで「ブロウ」と呼ばれる衝撃波を放つことができる。帝国海軍の特殊部隊に所属していることが多い。
オーシャンドラッグ
海の秘薬。十分に鍛錬を重ねた人間でも一週間近い生死の境をさまようほどの強い毒性があるが、それに耐えれば神秘的な力を得てFHとして覚醒する。
ロレンチーニ
サメのFHの特性で、ほかの生物の動きを電気信号として感じることが出来る。そのため、相手の動きを先読みすることが可能。慣れていない者にはかなりの反動がある。
サメの牙
サメのFHの特性で、サメの鱗が変化し、硬質化したもの。楯鱗爪と呼ばれ、ボクシングのグローブのように表現されている。

## 書誌情報
- 大塚志郎『マリンハンター』 小学館、全5巻
  1. 2007年10月18日発売[3]、ISBN 978-4-09-121206-1
  2. 2007年12月15日発売[4]、ISBN 978-4-09-121249-8
  3. 2008年03月18日発売[5]、ISBN 978-4-09-121300-6
  4. 2008年06月18日発売[6]、ISBN 978-4-09-121410-2
  5. 2008年08月11日発売[7]、ISBN 978-4-09-121459-1